# Jugoslaviska mästerskapet i fotboll 1924
Jugoslaviska mästerskapet i fotboll 1924 spelades som en cupturnering med enkelmöten. Klubbarna kvalade in via regionala playoffmatcher, som organiseradesav de lokala fotbollsförbunden.

## Kvalificerade lag
- Somborski SK (Suboticas fotbollsförbund)
- Građanski Zagreb (Zagrebs fotbollsförbund)
- Slavija Osijek (Osijeks fotbollsförbund)
- Hajduk Split (Splits fotbollsförbund)
- Ilirija Ljubljana (Ljubljanas fotbollsförbund)
- SK Jugoslavija Belgrade (Belgrades fotbollsförbund)
- SAŠK Sarajevo (Sarajevos fotbollsförbund)

## Turnering

### Kvartsfinaler
| Match nummer        | Datum            | Hemmalag    | Resultat | Bortamatch |
| ------------------- | ---------------- | ----------- | -------- | ---------- |
| 1                   | 7 september 1924 | Jugoslavija | 5–2      | Slavija    |
| 2                   | 7 september 1924 | Ilirija     | 1–3      | SAŠK       |
| 3                   | 7 september 1924 | Hajduk      | 4–4      | Građanski  |
| replay              | 8 september 1924 | Hajduk      | 5–0      | Građanski  |
| Somborski SK vidare |                  |             |          |            |

### Semifinaler
| Match nummer | Datum             | Hemmalag     | Resultat | Bortamatch  |
| ------------ | ----------------- | ------------ | -------- | ----------- |
| 1            | 21 september 1924 | Somborski SK | 1–5      | Jugoslavija |
| 2            | 21 september 1924 | SAŠK         | 1–6      | Hajduk      |

### Final
| Match nummer              | Datum           | Hemmalag    | Resultat | Bortamatch   |
| ------------------------- | --------------- | ----------- | -------- | ------------ |
| 1                         | 12 oktober 1924 | Jugoslavija | 2–1      | Hajduk Split |
| Matchen spelades i Zagreb |                 |             |          |              |

### Mästarna
SK Jugoslavija (tränare: Karel Blaha)

Dragutin Nemeš
Milutin Ivković
Branko Petrović
Mihailo Načević
Alojz Mahek
Sveta Marković
Damjan Đurić
Dragan Jovanović
Stevan Luburić
Dušan Petković
Branislav Sekulić